# Котези (Вргорац)
Котези су насељено место у саставу града Вргорца, Сплитско-далматинска жупанија, Република Хрватска.

## Историја
До територијалне реорганизације у Хрватској налазили су се у саставу старе општине Вргорац.

## Становништво
На попису становништва 2011. године, Котези су имали 278 становника.
| Број становника по пописима | Број становника по пописима | Број становника по пописима | Број становника по пописима | Број становника по пописима | Број становника по пописима | Број становника по пописима | Број становника по пописима | Број становника по пописима | Број становника по пописима | Број становника по пописима | Број становника по пописима | Број становника по пописима | Број становника по пописима | Број становника по пописима | Број становника по пописима |
| --------------------------- | --------------------------- | --------------------------- | --------------------------- | --------------------------- | --------------------------- | --------------------------- | --------------------------- | --------------------------- | --------------------------- | --------------------------- | --------------------------- | --------------------------- | --------------------------- | --------------------------- | --------------------------- |
| 1857                        | 1869                        | 1880                        | 1890                        | 1900                        | 1910                        | 1921                        | 1931                        | 1948                        | 1953                        | 1961                        | 1971                        | 1981                        | 1991                        | 2001                        | 2011                        |
| 195                         | 0                           | 339                         | 340                         | 460                         | 517                         | 608                         | 528                         | 422                         | 442                         | 394                         | 350                         | 334                         | 309                         | 314                         | 278                         |

Напомена: У 1869. подаци су садржани у насељу Вргорац. У 1857, 1890, 1921. и 1931. садржи податке за бивше насеље Сршеник које је у 1910. и 1948. исказивано као насеље.

### Попис1991.
На попису становништва 1991. године, насељено место Котези је имало 309 становника, следећег националног састава:
| Попис 1991.‍ | Попис 1991.‍ | Попис 1991.‍ | Попис 1991.‍ | Попис 1991.‍ |
| ----------- | ----------- | ----------- | ----------- | ----------- |
|             |             |             |             |             |
| Хрвати      | Хрвати      |             | 304         | 98,38%      |
| Срби        | Срби        |             | 1           | 0,32%       |
| Чеси        | Чеси        |             | 1           | 0,32%       |
| непознато   | непознато   |             | 3           | 0,97%       |
| укупно: 309 |             |             |             |             |